# Marsia (storico)
Marsia, figlio di Periandro (in greco antico: Μαρσύας?, Marsýas; Pella, 356 a.C. circa – 294 a.C.), è stato uno storico greco antico, contemporaneo di Alessandro Magno.

## Biografia
Nativo di Pella, in Macedonia, secondo la Suda Marsia fu educato assieme ad Alessandro Magno ed era fratello del re Antigono I Monoftalmo, probabilmente un fratellastro.
La parentela con Antigono e l'educazione assieme all'erede al trono di Macedonia fanno presupporre una nobile origine, che contrasta, però, con l'affermazione, da parte della stessa enciclopedia bizantina, che fosse un grammatico di professione (in greco antico: γραμματοδιδάσκαλος?, grammatodidàskalos). Gli studiosi moderni attribuiscono, quindi, quest'ultima notizia all'omonimo storico Marsia il Giovane, detto anche Marsia di Filippi, che la Suda probabilmente confonde con Marsia di Pella.
Diodoro Siculo riporta che Demetrio I Poliorcete lo mise al comando di una divisione della sua flotta nel corso della battaglia di Salamina in Cipro del 306 a.C., circostanza che dimostra che Marsia non era solo un uomo di lettere, ma anche una figura pubblica.

## Opere
L'opera principale di Marsia furono i Makedoniká ("Storie della Macedonia"), perdute, ma che sappiamo divise in dieci libri: l'opera raccontava gli eventi macedoni a partire dai tempi più antichi fino alla spedizione di Alessandro in Asia. 
Quest'opera viene citata spesso da Ateneo, Plutarco, Arpocrazione e da altri scrittori. In particolare, Arpocrazione cita anche un'altra opera di Marsia, chiamata Le cose riguardo ad Alessandro (in greco antico: Τὰ περὶ Ἀλέξανδρον?, Tà perì Aléxandron), che non sappiamo se fosse una sezione delle Storie o un'opera a sé stante, anche se alcuni ritengono che questo scritto fosse opera di Marsia il Giovane.
La Suda attribuisce a Marsia di Pella anche una "Storia dell'educazione di Alessandro" (in greco antico: τοῦ Ἀλεξάνδρου ἀγωγήν?, toù Alexàndrou agoghé) ed un trattato in dodici libri sulla storia delle antichità ateniesi (in greco antico: Ἀττικά?, Attikà), che forse l'enciclopedia bizantina confonde con la Ἀρχαιολογία, opera dell'omonimo autore di Filippi.